# Лупіта Феррер
Іоланда Гвадалупе Феррер Фуенмайор (ісп. Yolanda Guadalupe Ferrer Fuenmayor, більш відома як Лупіта Феррер, ісп. Lupita Ferrer; нар. 6 грудня 1947, Маракайбо) — венесуельська акторка театру, кіно та телебачення.

## Життєпис
Народилася 6 грудня 1947 року у венесуельському місті Маракайбо. Акторську кар'єру розпочала в середині 1960-х років. Успіх принесли головні ролі у теленовелах каналу Venevision, таких як «Донья Барбара» (1967), «Есмеральда» (1970), «Марія Тереза» (1972), «Моя сестра-близнючка» (1975), «Нічна Маріанна» (1975), «Крістал» (1985) та інших, більшість з яких було створено за сюжетами Делії Фіалло. У 1978—1982 роках перебувала в шлюбі з американським режисером і продюсером Голлом Бартлеттом, у якого знялася в фільмі «Діти Санчеса», де її партнерами по знімальному майданчику стали Ентоні Квінн, Долорес дель Ріо, Кеті Хурадо та Лусія Мендес.
1996 року виконала одну з головних ролей в мексиканській теленовелі «Без права на кохання» за участю Ани Кольчеро, Рохеліо Герра та Деміана Бічіра. 2000 року номінувалася на премію TVyNovelas у категорії Найкраща лиходійка за роль Валерії дель Кастільйо Альтамірано у серіалі «Росалінда». 2006 року з'явилася в невеликій ролі в американському серіалі «Негарна Бетті», адаптації колумбійської теленовели «Я — негарна Бетті». 2007 року знялася в серіалі виробництва телекомпанії Telemundo «Чужі гріхи» за участю Лорени Рохас та Маурісіо Ісласа. 2013 року за роль Росаури Сотомайор в іншому серіалі Telemundo — «Рожевий діамант» (римейку аргентинської теленовели «Чорна перлина») отримала премію Miami Life за найкращу роль у виконанні заслуженої акторки.

## Вибрана фільмографія
| Рік       |    | Українська назва            | Оригінальна назва              | Роль                                  |
| --------- | -- | --------------------------- | ------------------------------ | ------------------------------------- |
| 1965      | ф  | Мені сподобався чоловік     | Me ha gustado un hombre        | Глорія                                |
| 1967      | с  | Донья Барбара               | Doña Barbara                   | донья Барбара                         |
| 1969      | ф  | Дон Кіхот без докору        | Un Quijote sin mancha          | Анхеліка                              |
| 1970      | ф  | Найдавніша професія у світі | El oficio mas antijuo un mundo | Естела                                |
| 1970      | ф  | Марне життя Піто Переса     | La vida unúil de Pito Pérez    | Хесусіта                              |
| 1970      | ф  | О'кей, Клеопатра            | OK Cleopatra                   | Лупіта                                |
| 1970      | с  | Есмеральда                  | Esmeralda                      | Есмеральда Рівера                     |
| 1972      | с  | Марія Тереза                | María Teresa                   | Марія Тереза                          |
| 1974      | с  | Марія Соледад               | María Soledad                  | Марія Соледад                         |
| 1974      | тф | Марія Валевська             | María Valewska                 | Марія Валевська                       |
| 1975      | тф | Абеляр і Елоїза             | Abelardo y Eloisa              | Елоїза                                |
| 1975      | с  | Моя сестра-близнючка        | Mi hermana gemela              | Марта / Мара Торрес                   |
| 1975      | с  | Нічна Маріанна              | Mariana de la noche            | Маріанна                              |
| 1976      | с  | Жуліаніта                   | La Zulianita                   | Марта Марія Домінгес                  |
| 1977      | тф | Лісістрата                  | Lisistrata                     | Лісістрата                            |
| 1978      | ф  | Діти Санчеса                | The Children of Sanches        | Консуело Санчес                       |
| 1979      | с  | Хулія                       | Julia                          | Хулія                                 |
| 1981      | с  | Лігія Сандоваль             | Ligia Sandoval                 | Лігія Сандоваль                       |
| 1981      | с  | Щасливі роки                | Loa años felices               | Марсела Відаль                        |
| 1985      | с  | Крістал                     | Cristal                        | Вікторія Асканіо                      |
| 1985      | с  | Донья Перфекта              | Doña Perfecta                  | донья Перфекта                        |
| 1992      | с  | Дві Діани                   | Los dis Dianas                 | Каталіна Арісменді                    |
| 1993      | с  | Росанхеліка                 | Rosanjelica                    | Сесілія Гель де ла Роса               |
| 1994—1995 | с  | Морелія                     | Morelia                        | Офелія Кампос Міранда де Сантібаньєс  |
| 1996—1997 | с  | Без права на кохання        | Nada personal                  | Марія Долорес де лос Реєс             |
| 1997      | с  | Доля жінки                  | Destino de mujer               | Аврора Кастільйо                      |
| 1999      | с  | Росалінда                   | Rosalinda                      | Валерія дель Кастільйо де Альтамірано |
| 2001      | с  | Соледад                     | Soledad                        | Вікторія Альварес Кальдерон           |
| 2003—2004 | с  | Безсоромне кохання          | Amor descarado                 | Моргана Аталь                         |
| 2004—2005 | с  | Невинна                     | Inocente de ti                 | Габріела Сміт                         |
| 2006      | с  | Негарна Бетті               | Ugly Betty                     | багата латиноамериканка               |
| 2007—2008 | с  | Чужі гріхи                  | Pecados ajenos                 | Агата Мерсенаріо                      |
| 2010      | с  | Єва Луна                    | Eva Luna                       | Хуста Вальдес                         |
| 2012      | с  | Рожевий діамант             | Rosa Diamante                  | Росаура Андраде де Сотомайор          |

## Нагороди та номінації
TVyNovelas Awards
- 2000 — Номінація у категорії найкраща лиходійка (Росалінда).

ACE Award
- 2002 — Почесний приз за видатні заслуги і кар'єрні досягнення.

Miami Life Awards
- 2013 — Найкраща роль у виконанні заслуженої акторки (Рожевий діамант).

Фестиваль Венесуельського мистецтва
- 2015 — Почесний приз за кар'єрні досягнення.